# Солёные арбузы
Солёные арбузы — соленье, холодная закуска русской кухни, типичная для южных регионов России, в местах их выращивания. Арбузы выращивали на Руси с XVI века, северная граница из возделывания приблизительно совпадала с границей чернозёмной зоны. Арбузы возили в Москву баржами по Волге. Солёные арбузы подают к столу нарезанными ломтиками, удобными для еды с вилкой и ножом. «Спелые арбузы в солении отменно вкусны; недоспелые же служат вместо салата к жареному», — указывал В. А. Лёвшин в «Русской поварне» 1816 года.
Для засола подходят плоды небольшого размера из последнего осеннего сбора, включая недозрелые, с твёрдой коркой. Вымытые арбузы складывают в выпаренные кадки или эмалированные ёмкости под гнёт и заливают холодным рассолом из воды с солью, сахаром и сухой горчицей. В некоторых рецептах рекомендуется пересыпать ряды арбузов в кадке чистым речным песком. При таком способе посола некоторая часть питательных веществ переходит в солевой раствор, поэтому более вкусными считаются арбузы, засоленные в собственном соку. В этом рецепте их заливают солёной арбузной массой, которую готовят из измельчённой доброкачественной мякоти арбузов с механическими повреждениями или другими незначительными дефектами. Если арбузы солят в стеклянных банках, их разрезают на части. Солёные арбузы хранят при температуре 3—5 °C.